# Joyeuse compagnie

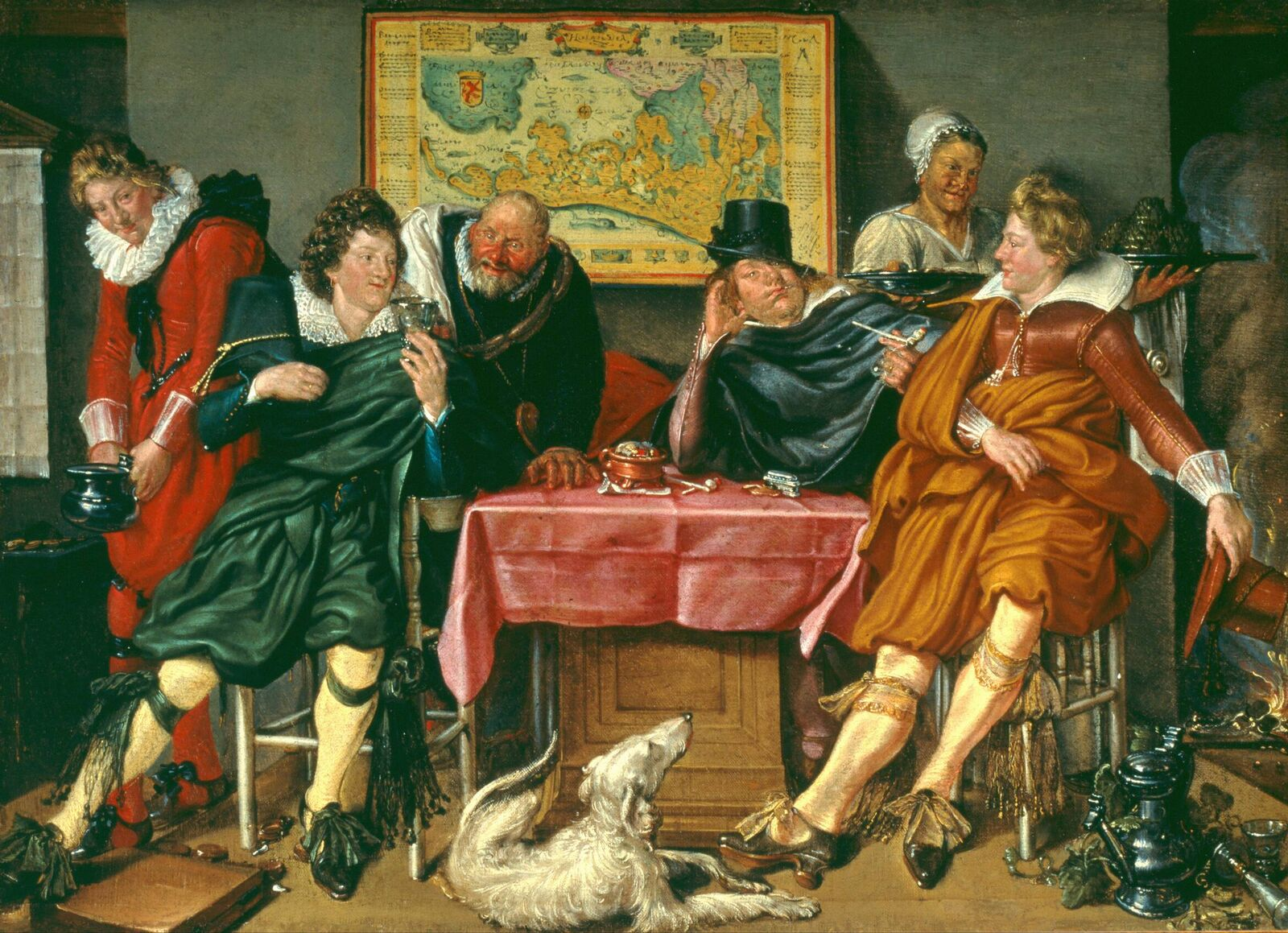
Willem Pietersz. Buytewech, Joyeuse compagnie, vers 1620, musée Boijmans Van Beuningen. À l'exception de la servante, le groupe est entièrement masculin.

Joyeuse compagnie est le terme utilisé dans l'histoire de l'art pour désigner une peinture, généralement du XVIIe siècle, montrant un petit groupe de personnes s'amusant, habituellement assises avec des boissons et souvent en train de jouer de la musique. Ces scènes sont un type très courant de scène de genre de l'âge d'or de la peinture néerlandaise et de la peinture baroque flamande ; on estime que près des deux tiers des scènes de genre hollandaises montrent des personnes en train de boire.

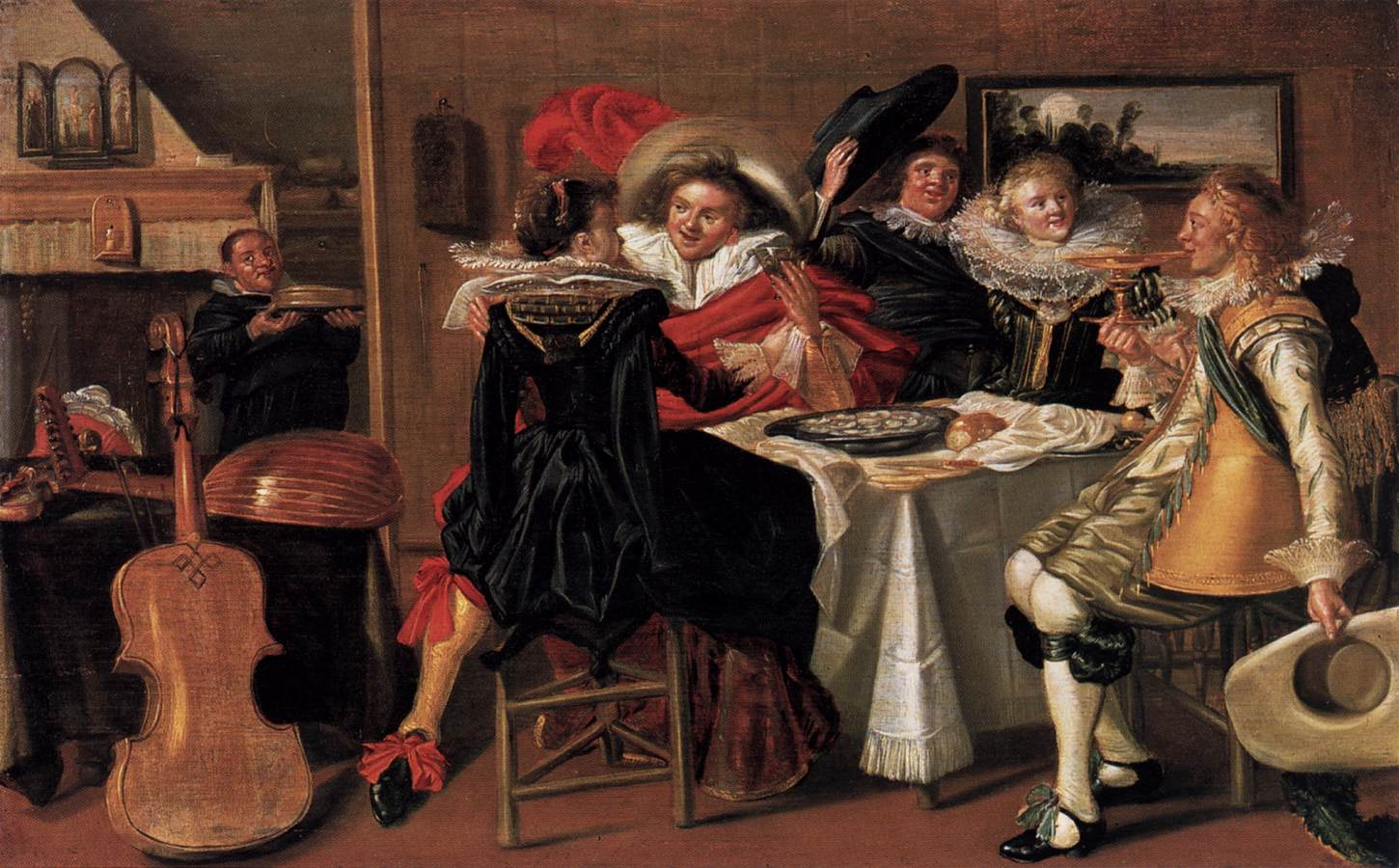
Dirck Hals, Joyeuse compagnie à table, 1627–1629, Gemäldegalerie (Berlin).

Le terme est la traduction habituelle du néerlandais geselschapje ou vrolijk gezelschap, et est écrit en majuscules lorsqu'il est utilisé comme titre d'une œuvre, et parfois comme terme pour le type. Les scènes peuvent se dérouler à la maison, dans un jardin ou dans une taverne ; les groupes vont de réunions convenables dans des intérieurs riches à des groupes d'hommes ivres avec des prostituées. Les groupes relativement convenables et habillés de façon coûteuse, avec un nombre similaire d'hommes et de femmes, souvent debout, peuvent être appelés Compagnie élégante ou Compagnie galante, tandis que ceux montrant des personnes qui sont clairement des paysans sont plus susceptibles d'utiliser ce mot dans leur titre. Ces sujets de peinture sont les plus courants dans l'art néerlandais entre 1620 et 1670 environ.

## Définition

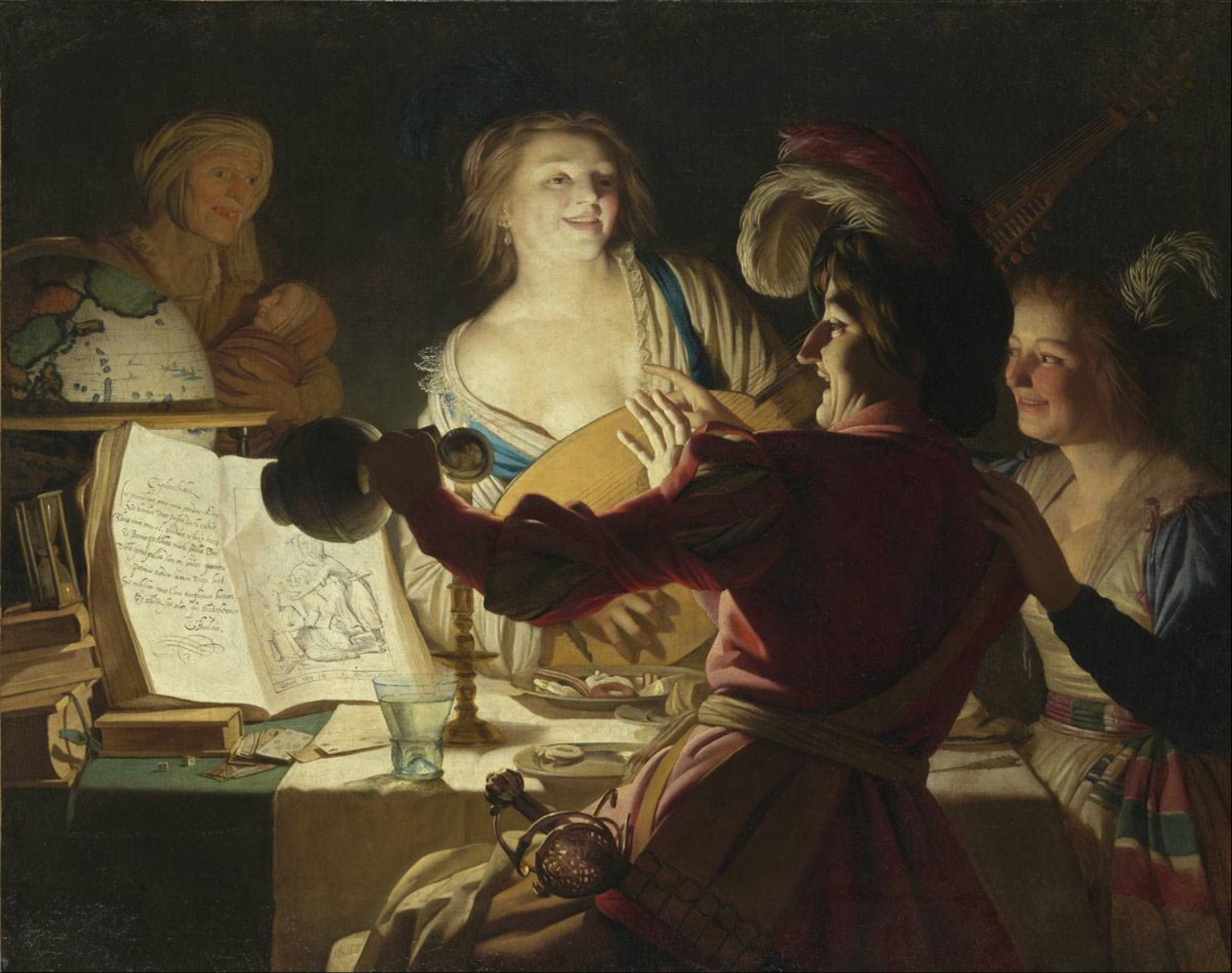
Gerard van Honthorst, L'Étudiant joyeux, 1623-1625, Alte Pinakothek. La prostitution est clairement présentée dans cette scène, avec une entremetteuse âgée, un décolleté bas et une coiffe à plumes sur la deuxième fille.

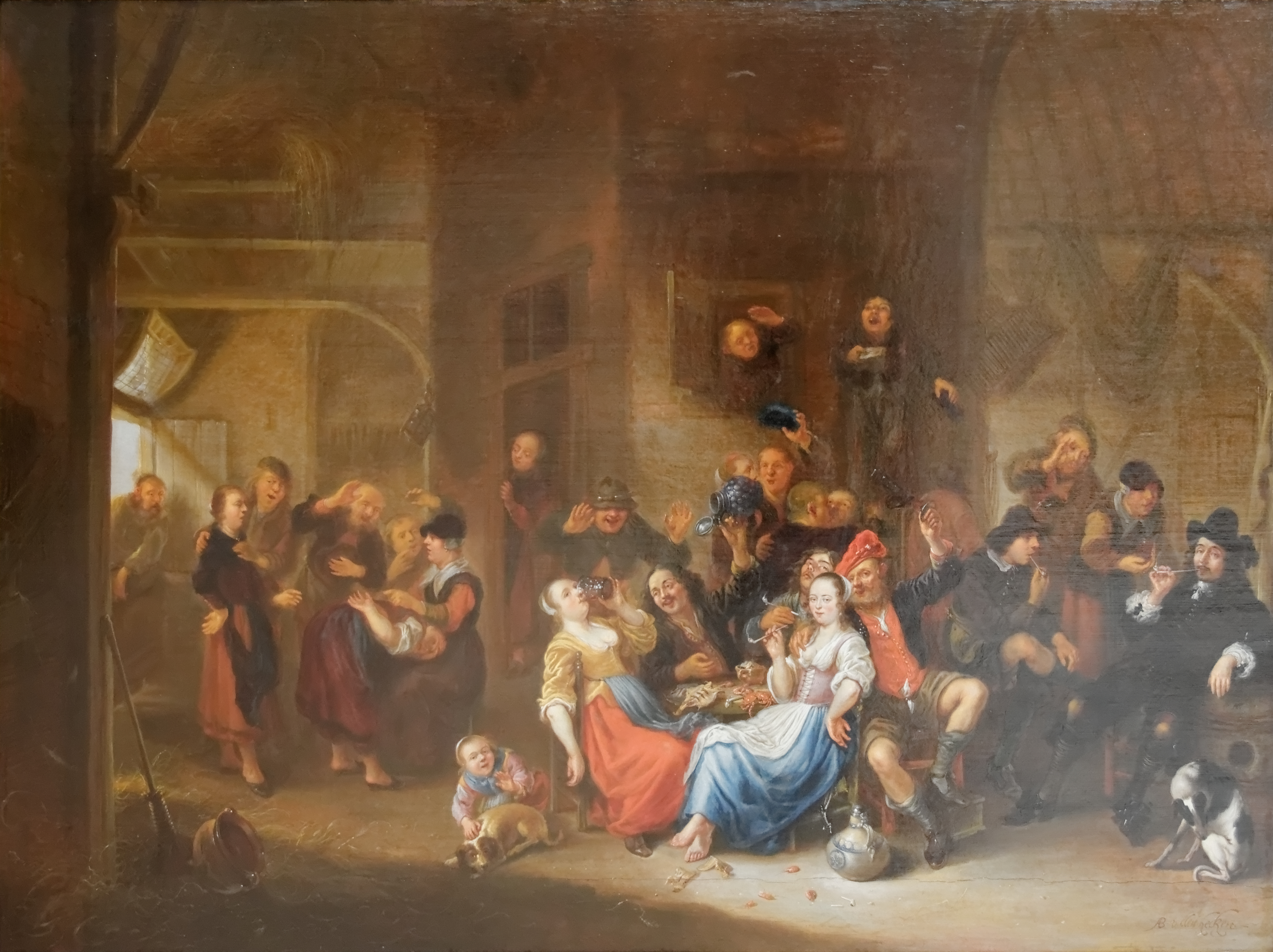
Abraham van den Hecken, Joyeuse compagnie dans une taverne, vers 1640, musée des Beaux-Arts de Budapest.

La définition d’une « joyeuse compagnie » est loin d’être invariable et recoupe plusieurs autres types de peinture. Les portraits de groupes familiaux ou d'organismes tels que les compagnies de milice peuvent emprunter un style de composition informel, mais les œuvres où les figures sont destinées à représenter des individus spécifiques sont exclues. Normalement, entre quatre et une douzaine de personnages sont représentés, avec généralement des hommes et des femmes, mais les joyeuses compagnies peuvent être uniquement constituées d'hommes, parfois avec des servantes, comme dans les peintures de Willem Pietersz. Buytewech. Les descriptions contemporaines néerlandaises de peintures tirées d'inventaires, de catalogues de vente aux enchères et autres, utilisent (sans doute de manière quelque peu arbitraire) d'autres termes pour des compositions similaires, notamment « a buitenpartij (une fête ou un pique-nique en plein air), a cortegaarddje (une scène de caserne ou de salle de garde), a borddeeltjen (une scène de bordel) et a beeldeken ou moderne beelden (un tableau avec de petites figures ou des figures modernes) ».
« Fête musicale » ou « Concert » sont les termes souvent utilisés lorsque certaines des figures principales jouent des instruments de musique. Plus généralement, ces œuvres peuvent être appelées « peintures de compagnie » ou « sujets de compagnie » (mais ne doivent pas être confondues avec les Company Paintings, un style patronné par la Compagnie britannique des Indes orientales). Peu de titres utilisés pour les peintures de genre du XVIIe siècle peuvent être attribués à l’artiste ; ceux utilisés aujourd’hui par les musées et les historiens de l’art peuvent provenir d’un enregistrement de la provenance ou avoir été attribués à l’époque moderne.
Les peintures représentant des célébrations spécifiques telles que les mariages ou les festivités de la Driekoningenavond, la principale célébration du milieu de l’hiver aux Pays-Bas, ou de jeux spécifiques, sont susceptibles d’avoir des noms relatifs à ceux-ci lorsque le sujet est encore compréhensible. Par exemple, un tableau de Godfried Schalken (1665-1670, Royal Collection) est indiqué dans sa biographie par son élève Arnold Houbraken comme une représentation du jeu de Mevrouw, kom de tuin in (Madame, venez dans le jardin) et porte ce nom, bien que les règles en sont maintenant inconnues, mais « impliquait clairement un déshabillage », du moins par certains participants masculins,. Dans La Main Chaude, les participants masculins viennent de se faire gifler,. Les peintures montrant la parabole du fils prodigue au moment du prodige sont conçues comme des scènes de compagnie joyeuses du type bordel, bien qu’elles soient souvent plus grandes, comme on pouvait l'attendre d’un tableau d'histoire.

## Interprétation
Comme pour d'autres types de peinture de genre néerlandaise, le corpus de peintures de joyeuse compagnie comprend certaines peintures avec une intention moraliste claire, véhiculant un message pour inciter à éviter les excès de boisson, les dépenses somptueuses, la mauvaise compagnie et la fornication. D’autres semblent simplement célébrer les plaisirs de la sociabilité, souvent avec un élément d’aspiration sociale. Beaucoup se situent quelque part entre les deux, sont difficiles à interpréter et « contiennent en elles une contradiction évidente entre leur objectif de condamner certains types de comportements excessifs et l'aspect amusant et attrayant de ce comportement même et de sa représentation ».

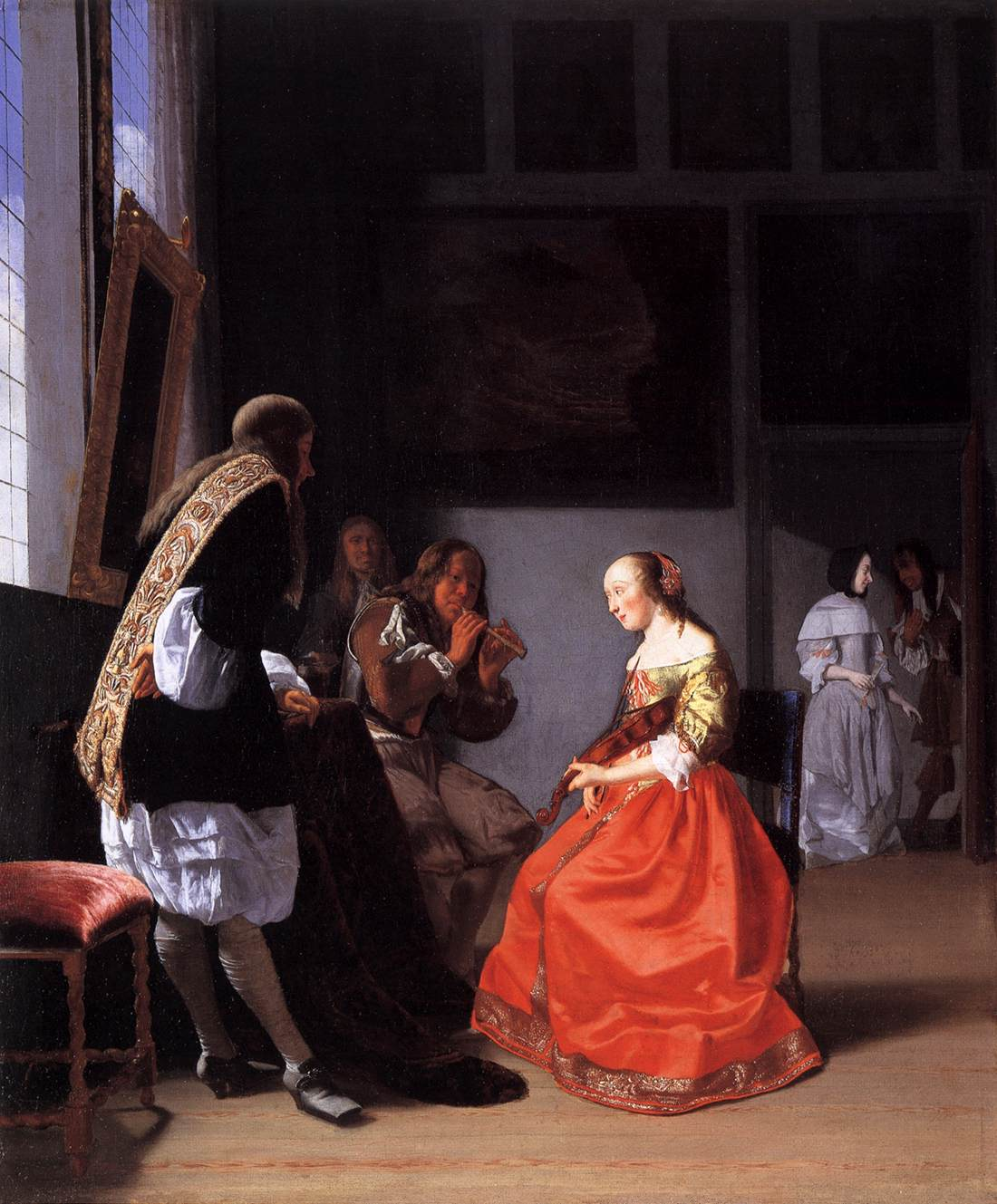
Jacob Ochtervelt, Compagnie musicale dans un intérieur, vers 1670, Cleveland Museum of Art. Une rangée de portraits est accrochée en haut du mur du fond.

L'historien de l'art qui souhaite les interpréter doit souvent d'abord décider si la scène se déroule dans une maison, une taverne ou un bordel, et si elle se situe dans une taverne, si les femmes présentes sont respectables ou des prostituées, et enfin, si l'artiste avait l'intention de transmettre un sens précis aux spectateurs contemporains sur ces questions,,,. Les titres donnés ultérieurement aux tableaux font souvent la distinction entre « tavernes », « auberges » et « bordels », mais en pratique il s'agit très souvent du même type d'établissement, car de nombreuses tavernes ont des pièces au-dessus ou à l'arrière réservées à des fins sexuelles : un proverbe néerlandais disait « Auberge devant ; bordel derrière ».
Les scènes avec des prostituées ne reflètent pas à bien des égards les réalités de la prostitution du XVIIe siècle, mais offrent un code visuel conventionnel,,. La tenancière ou (comme les historiens de l'art aiment les appeler) « l'entremetteuse » est toujours une vieille femme, alors que les archives judiciaires d'Amsterdam (le centre de la prostitution néerlandaise) montrent que la plupart sont encore assez jeunes, et 40 % dans la vingtaine,. La présence d'une figure d'entremetteuse suffit à elle seule à justifier l'interprétation d'un tableau comme une scène de bordel.

Les beaux vêtements (loués à la tenancière) et en particulier les plumes dans les coiffes sont considérés comme des symboles de prostituées, ainsi que les vêtements amples, les décolletés bas et une position frontale provocante. Mais dans la dernière partie du siècle, les regards pudiques et baissés de la femme apparaissent dans de nombreuses scènes censées représenter la prostitution. Dans le célèbre trio ambigu La Conversation galante de Gerard ter Borch, la jeune femme n'est vue que de dos. À propos d'un tableau de Jacob Ochtervelt (vers 1670, aujourd'hui au Cleveland Museum of Art), Wayne Franits écrit :
À première vue, la Compagnie Musicale dans un Intérieur semble être un élégant rassemblement de jeunes gens aisés [et de femmes et d'un domestique]... Le tableau dégage une aura de calme et de finesse. Néanmoins, la série de portraits féminins sur le mur derrière les personnages révèle la véritable nature de son sujet. Il existe de fortes preuves que les maisons closes affichaient des portraits comme ceux-ci pour aider les clients à choisir leurs partenaires.

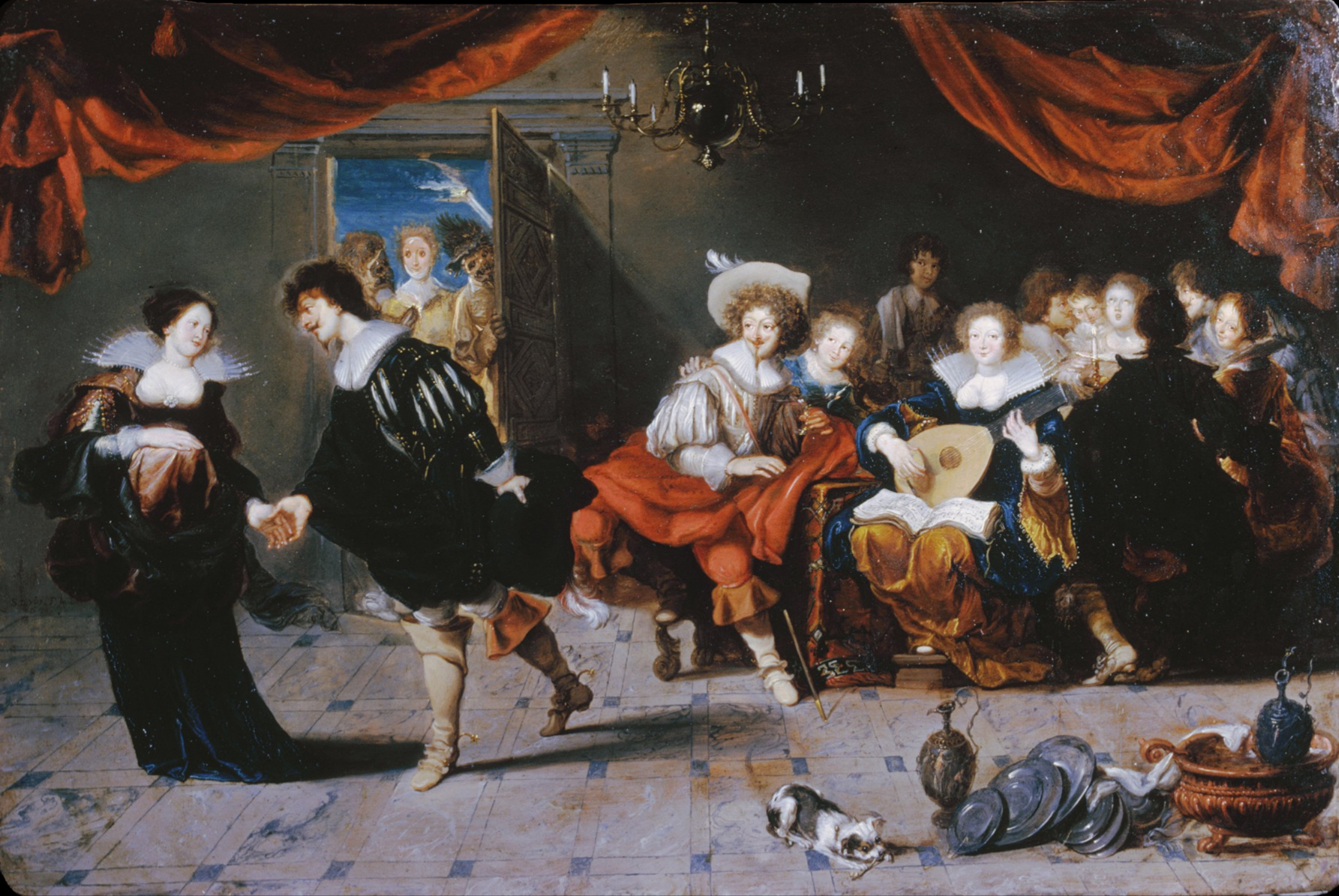
Simon de Vos, années 1630, Walters Art Museum. Selon le musée propriétaire, « Les jeunes femmes bien élevées ne se joignaient pas aux fêtes dans les auberges publiques ; ces femmes souriantes sont des prostituées ».

Selon Simon Schama ,
... Lorsque nous ne savons pas si nous regardons l'image d'une maison ou d'une taverne, ou si ce qui semble être une taverne est en fait un bordel, ce n'est peut-être pas parce que nous manquons d'indices précis sur l'intention sans ambiguïté de l'artiste, mais parce qu'il voulait que nous soyons incertains. ... Il serait vain de tenter de distinguer les scènes de divertissement familial de celles de dissipation dans les débits de boissons, car les territoires figuratifs et réels ont eux-mêmes été délibérément mélangés. Lorsque des événements se déroulent dans un foyer ou, à l'inverse, lorsque des enfants courent avec une joyeuse mondanité dans une taverne, il y a de fortes chances que le tableau un mélange d'innocence et de corruption.

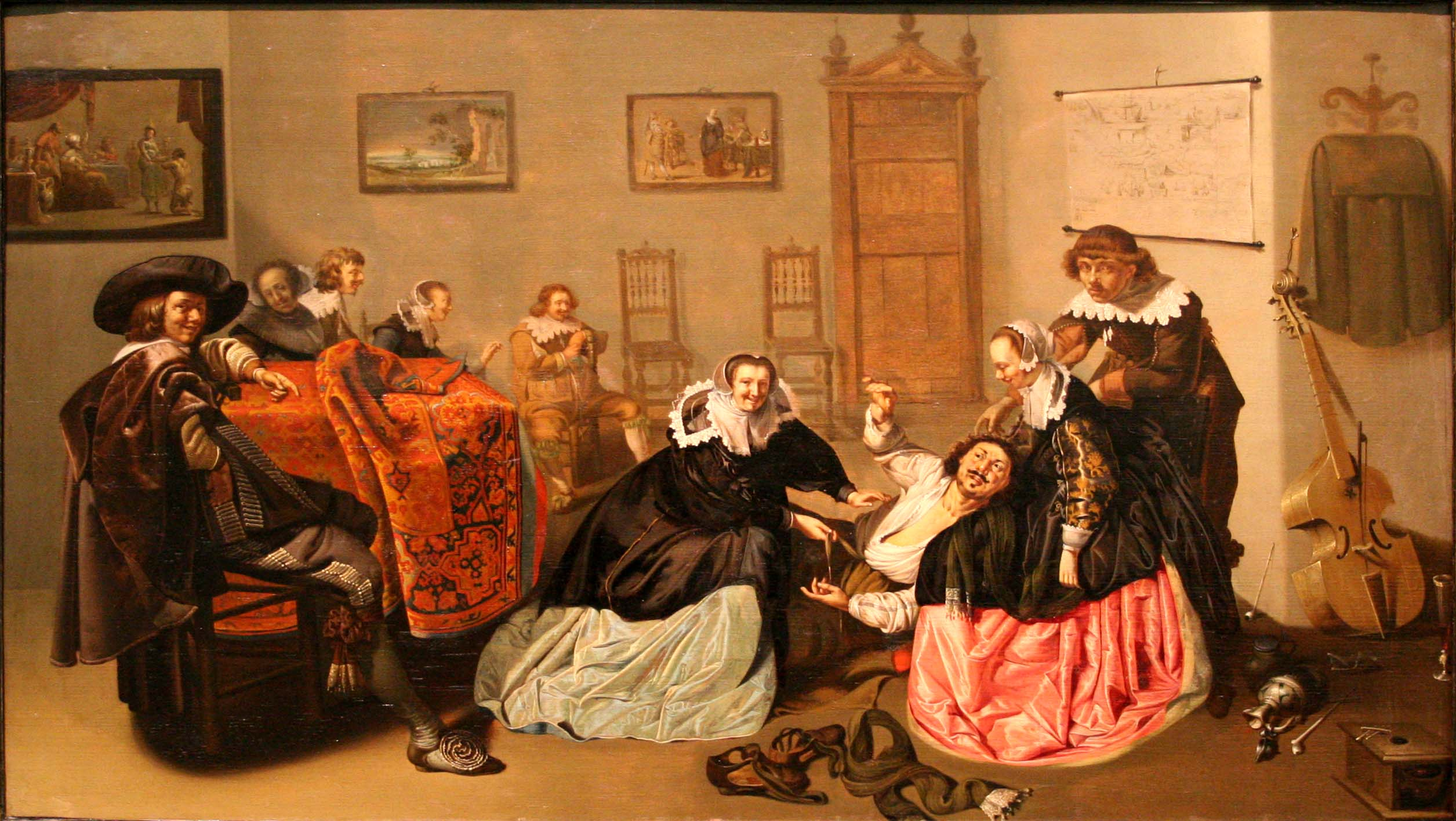
Jacob Duck, Scène galante, 1635-1640, musée des Beaux-Arts de Nîmes.

Jan Steen a possédé une taverne pendant un certain temps, vivant sur place ; il incluait souvent des portraits de lui-même et des membres de sa famille dans des scènes de « genre »,. Gerrit van Honthorst, qui a peint plusieurs scènes qui montrent clairement la prostitution, a épousé la fille de la tenancière d'une taverne et d'un marchand de vin, qui était une cousine éloignée et une sorte d'héritière. L'interprétation traditionnelle et le titre de son Fils prodigue à l'Alte Pinakothek de Munich ont été contestés, avec l'affirmation selon laquelle il ne s'agit que d'une scène de taverne « festive », malgré la présence d'une femme plus âgée et de plumes dans les cheveux des filles, souvent considérées comme les marques d'une scène de bordel.
Elmer Kolfin, dans la première étude complète à ce jour sur la joyeuse compagnie dans l'art hollandais pendant la première moitié du XVIIe siècle divise les tableaux « en trois catégories iconographiques : « idéalistes », qui présentent principalement des vues positives des activités festives représentées ; « moralistes », dans lesquelles de telles activités sont condamnées d'un point de vue moral ; et « satiriques », dans lesquelles elles sont présentées comme ridicules, mais principalement pour un effet comique plutôt que moralisateur », constatant un mouvement d'éloignement des traitements moralistes vers des traitements idéalistes du XVIe au XVIIe siècle.

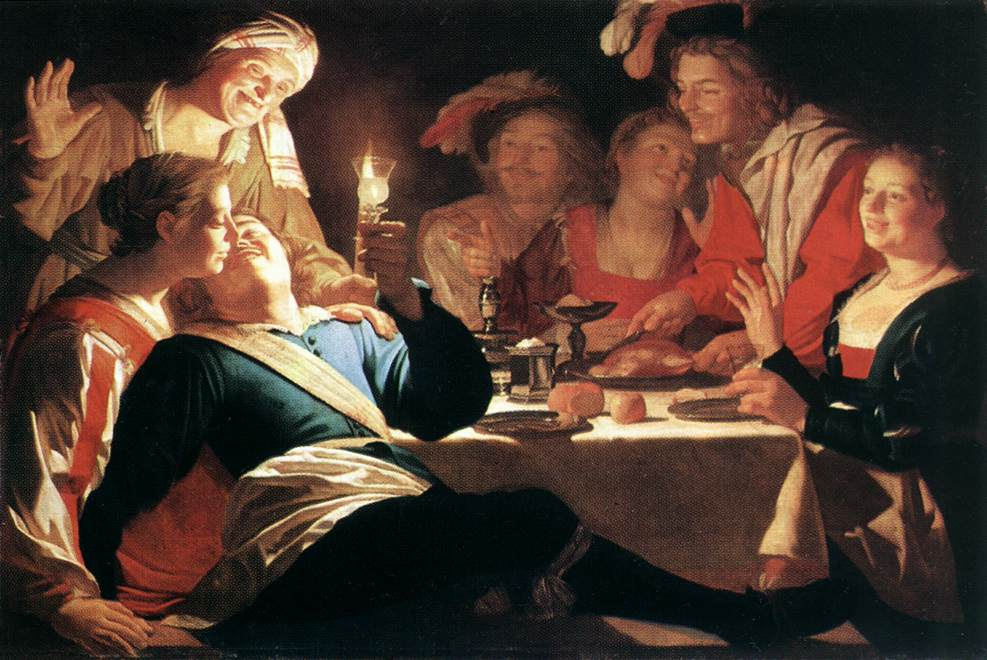
Gerrit van Honthorst, Le Fils prodigue ou la joyeuse compagnie, 1622, Alte Pinakothek.

D'autres chercheurs considèrent qu'un grand groupe de peintures sont délibérément ambiguës ou ouvertes dans leur signification ; les preuves disponibles limitées suggèrent qu'elles étaient souvent exposées dans les pièces principales des demeures de leurs propriétaires,.

La liberté exceptionnelle accordée aux femmes hollandaises étonnait et horrifiait généralement les visiteurs étrangers ; selon l'Anglais en visite, Fynes Moryson :
... Les mères de bonne réputation permettent à leurs filles de rester à la maison après qu'elles se sont couchées, pour rester assises avec des jeunes hommes toute la nuit ou presque, à festoyer et à discuter, et même, avec ou sans permission, à se promener avec des jeunes hommes dans les rues la nuit. Et elles le font par liberté coutumière sans préjudice de leur renommée, tandis que les femmes italiennes, strictement surveillées, pensent qu'il est insensé d'omettre toute occasion de faire le mal.
De nombreuses peintures présentent des thèmes allégoriques légèrement fatigués : une assiette de nourriture, une pipe à tabac, un instrument de musique et une caresse, un baiser ou une gifle suffiront à transformer n'importe quel groupe en une allégorie des cinq sens. Celles qui illustrent les abondants proverbes moralistes néerlandais sont nombreuses.

## Développement du genre

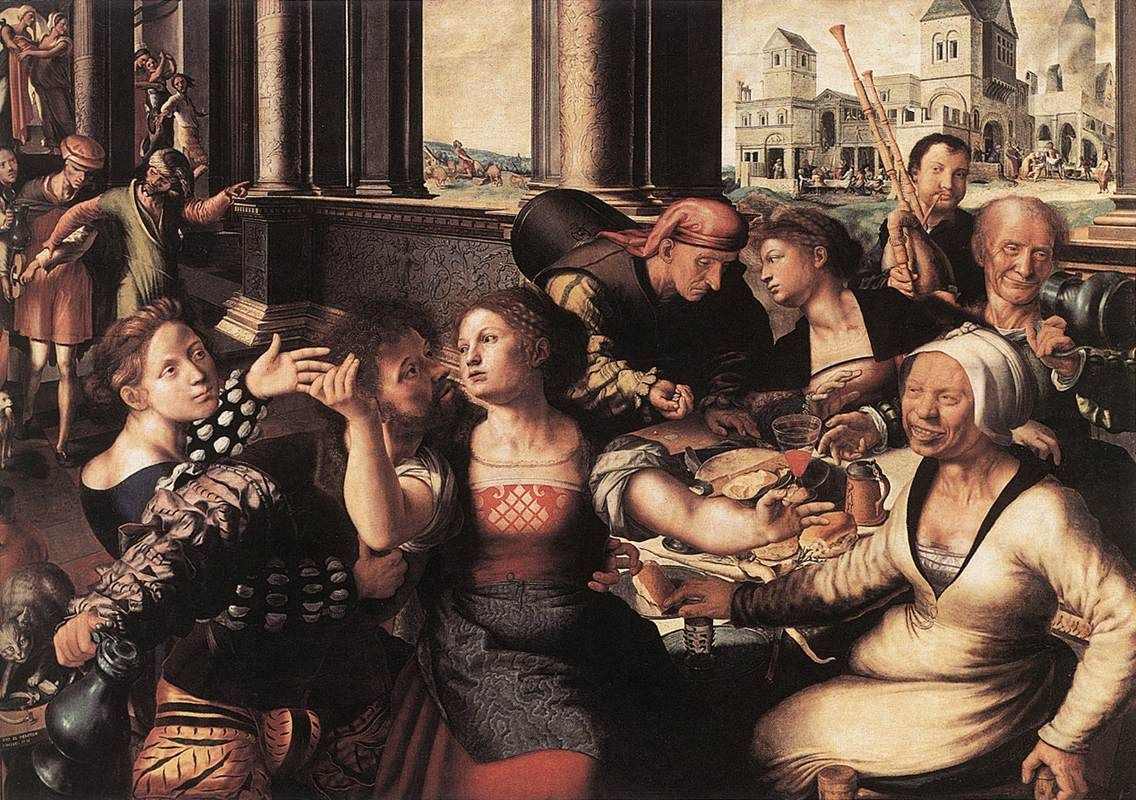
Jan van Hemessen, Le Fils prodigue, 1536, musées royaux des Beaux-Arts de Belgique.

Les scènes de fête courtoise, généralement de couples de jeunes amoureux dans un « jardin d'amour », sont populaires à la fin du Moyen Âge, principalement dans des manuscrits enluminés et des gravures plutôt que dans des peintures sur panneau, et souvent dans le cadre de séries de calendriers montrant les mois ou d'illustrations de livres. À la Renaissance, de telles scènes ont tendance à être placées dans des contextes spécifiques tirés de la religion ou de la mythologie classique, comme le Festin des dieux qui, contrairement aux scènes de joyeuse compagnie, est un prétexte à de nombreux nus. Au XVIe siècle, les traditions picturales de la Renaissance flamande et hollandaise, celles de la peinture de genre représentant des festivités ou des fêtes, commencent à se développer, notamment dans les scènes paysannes de Pieter Brueghel l'Ancien, qui sont les premières grandes peintures à avoir la vie paysanne comme seul sujet.
Des scènes urbaines moralisatrices incluent des sujets tels que le « Couple mal assorti » et le « Fils prodigue », ; une tradition de cour consiste à representer des divertissements réels ou typiques dans une cour particulière, avec des portraits des principales personnalités. La Décollation de saint Jean-Baptiste et le Banquet d'Hérode de l'artiste germano-silésien Bartholomeus Strobel (vers 1630-1643, musée du Prado) est un traitement exceptionnellement grand d'un sujet souvent repris depuis le XVe siècle pour représenter un banquet de cour. Le Repas chez Levi de Paul Véronèse (1573, Galeries de l'Académie de Venise) est un autre traitement célèbre et monumental d'un grand festin.

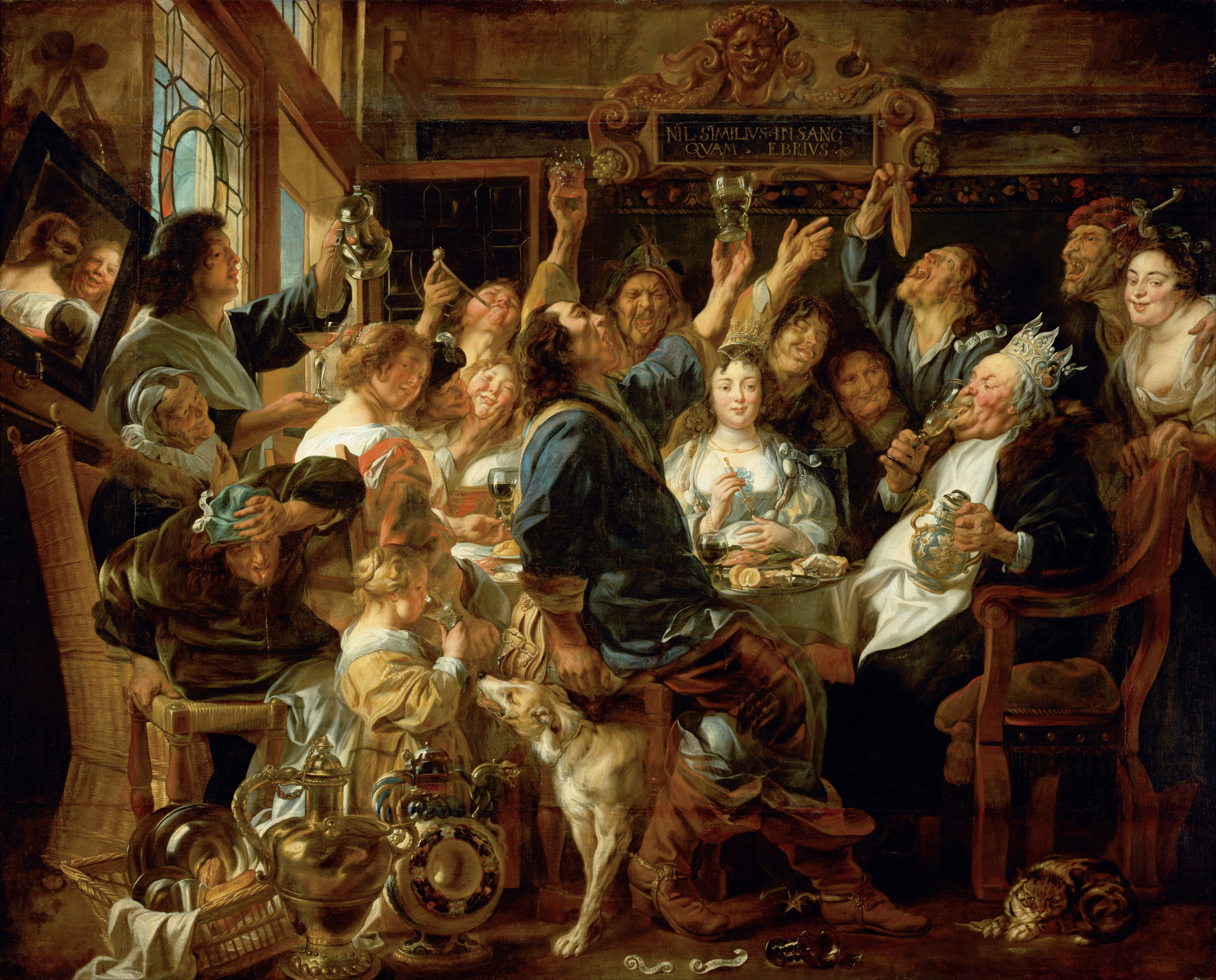
Jacob Jordaens, Le Festin du roi des haricots, entre 1640 et 1645, musée d'Histoire de l'art de Vienne.

La « scène de compagnie courtoise » avec des personnages de genre anonymes se développe au début du XVIIe siècle dans les Provinces-Unies et les Pays-Bas méridionaux, alors séparés par la guerre de Quatre-Vingts Ans. Au fur et à mesure que ce type de sujet se développe, les différences entre les deux régions s'accroissent également : la peinture flamande couvre une gamme plus large de contextes en termes de classe, les scènes paysannes restant fortement représentées et de nombreuses scènes montrant les milieux de cour. La peinture hollandaise se concentre sur un spectre de classes que l'on pourrait qualifier de classe moyenne, bien qu'allant des élégantes compagnies patriciennes aux groupes négligés et tapageurs. Les scènes flamandes ont tendance à avoir beaucoup plus de personnages ; le groupe tranquille de la classe moyenne composé de quatre ou cinq personnes assises autour d'une table à la maison n'y est pas représenté. Alors que la plupart des peintures hollandaises, à l'exception de celles de l'École caravagesque d'Utrecht, présentent de petites figures, la « scène de compagnie monumentale » reste une partie intégrante de la peinture flamande, Jacob Jordaens produisant plusieurs exemples, notamment des festivités de la Nuit des Rois. Dans les années 1630, les artistes des deux régions, mais surtout des Provinces-Unies, ont tendance à se spécialiser dans des genres particuliers, et la joyeuse compagnie ne fait pas exception,.

## Peintres

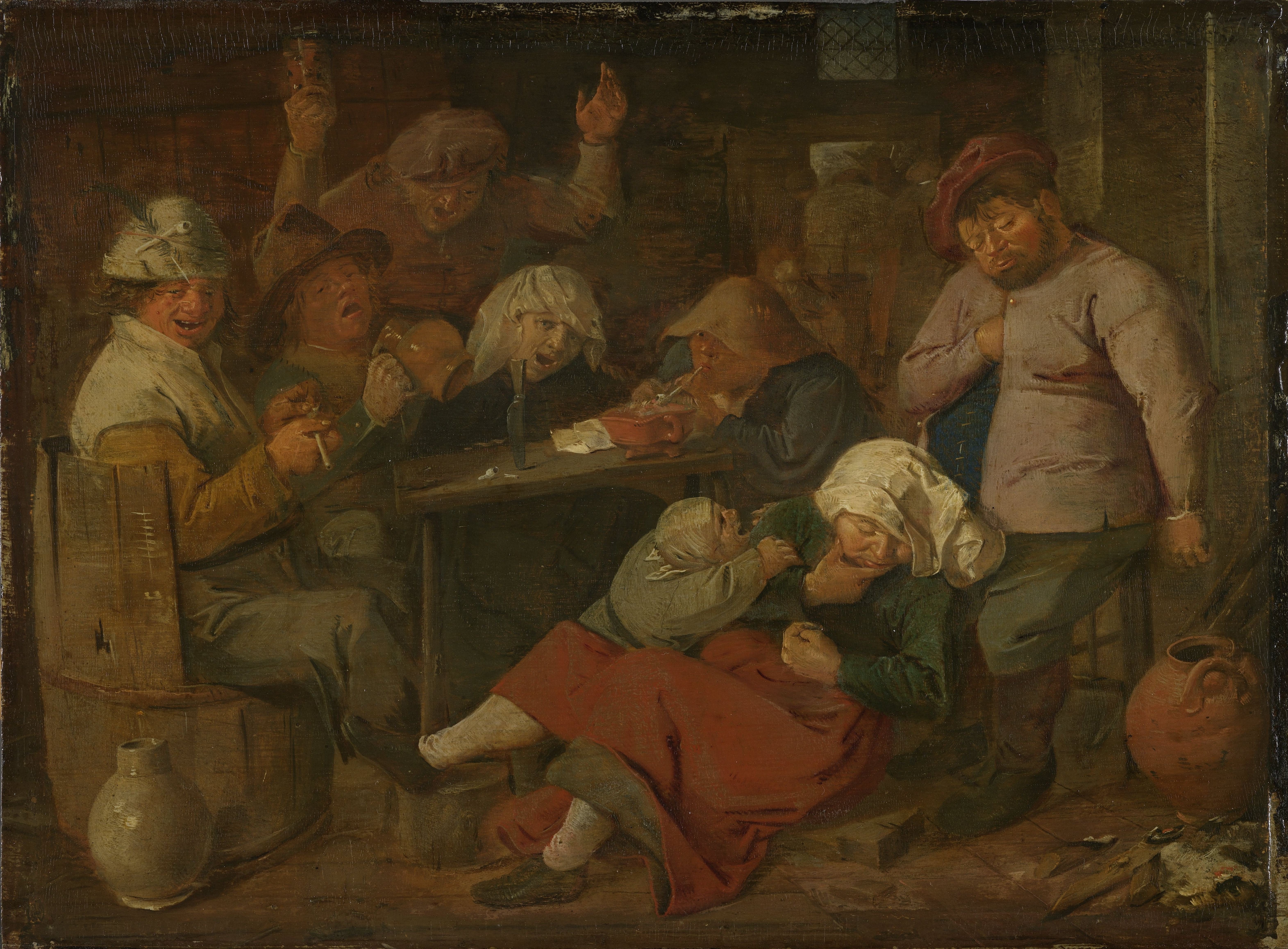
Adriaen Brouwer, Auberge aux paysans ivres, années 1620, Mauritshuis.

La première génération de peintres hollandais comprend Willem Pieterszoon Buytewech (1591/1592–1624), qui peut prétendre avoir inventé la joyeuse compagnie de petit intérieur, David Vinckboons (1576–1629) et Esaias van de Velde l'Ancien (1587–1630), qui est un pionnier encore plus important de la peinture de paysage réaliste, dans un style complètement différent de ses élégantes fêtes de jardin,. On attribue au célèbre portraitiste Frans Hals une seule et très ancienne joyeuse compagnie, un pique-nique galant d'environ 1610, qui fut détruit à Berlin pendant la Seconde Guerre mondiale. Il a également peint une représentation de genre en « gros plan » de trois fêtards. Son frère cadet Dirck Hals (1591–1656) est un spécialiste prolifique des petits groupes de joyeuses compagnies.
Vers 1630, Hendrick Pot (1587-1657), également portraitiste, Antonie Palamedesz (1601–1673), Pieter Codde (1599–1678) et Jacob Duck (1600–1667) figurent parmi les peintres actifs. Codde et Duck, avec Willem Cornelisz. Duyster, sont également des peintres de « scènes de garde », qui montrent spécifiquement des soldats, et deviennent populaires dans les années 1630. Comme le note Lucy van de Pol, les marins qui constituent une grande partie de la clientèle des tavernes et des bordels, du moins à Amsterdam, sont très rarement représentés,,.
Après le milieu du siècle, de nombreuses « peintures de compagnie » montrent des groupes plus petits et plus calmes, bien installés dans des maisons, souvent avec davantage d'éléments narratifs et une plus grande concentration sur les effets d'éclairage et de texture. Il devient très courant d'utiliser uniquement des couples ou des individus. Les peintures de Vermeer, dont aucune ne rentre vraiment dans la catégorie des peintures de « joyeuse compagnie », illustrent cette tendance, que l'on retrouve également dans celles de Gerard ter Borch, Gabriel Metsu, Gérard Dou et Pieter de Hooch,. Les œuvres de Jan Steen (vers 1626-1679) perpétuent la tradition des groupes de buveurs tapageurs, mais généralement avec un décor représentant une occasion spécifique ou illustrant un proverbe. Beaucoup montrent des groupes familiaux et incluent souvent un autoportrait,.

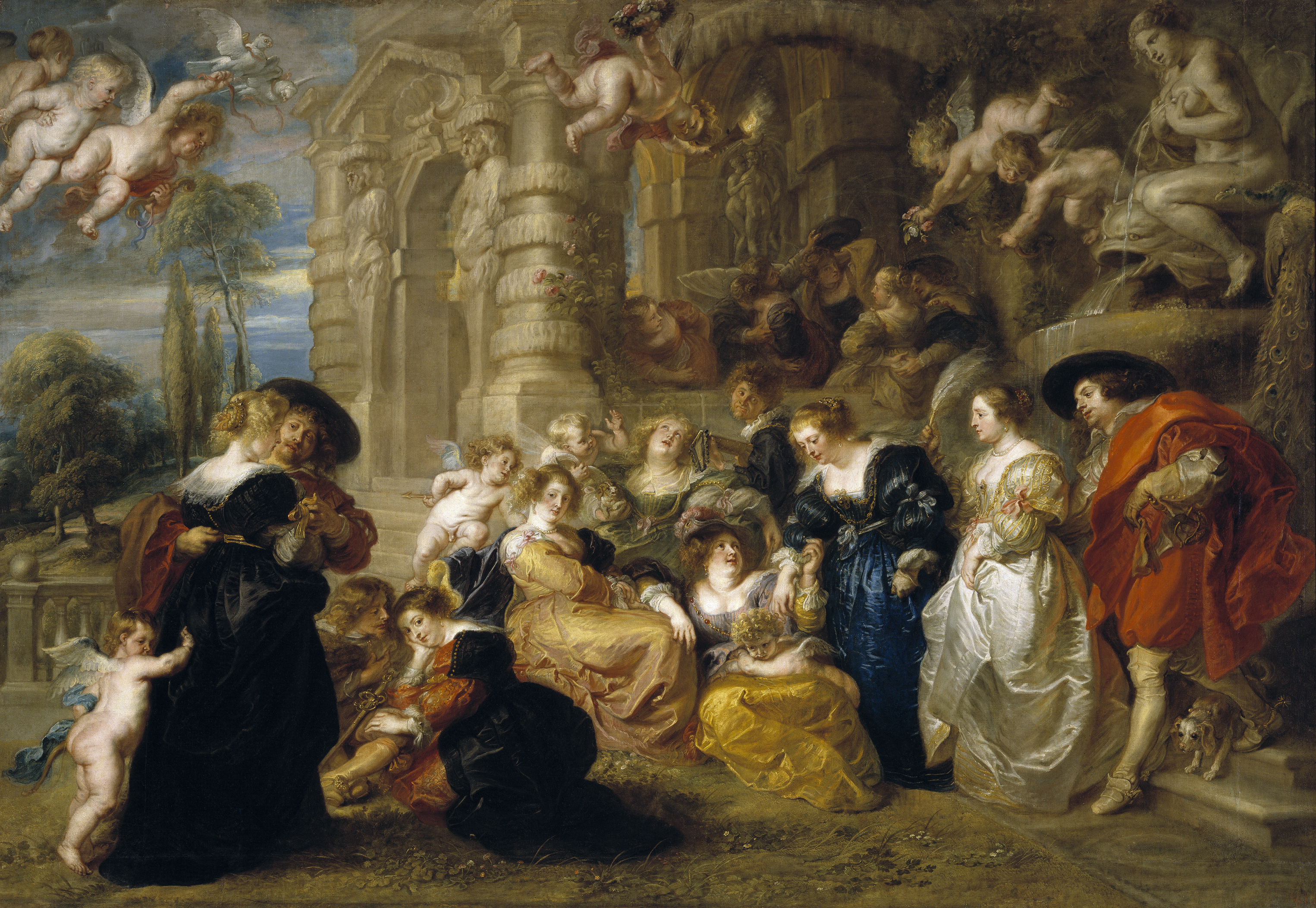
Pierre Paul Rubens, Le Jardin d'amour, 1630–1635, musée du Prado, l'apothéose de la compagnie de cour en plein air.

Parmi les artistes flamands, David Vinckboons, qui s'est installé dans les Provinces-Unies alors qu'il est jeune adulte, Frans Francken II, son oncle Hieronymus Francken I et son frère Jérôme II, Sébastien Vrancx, Louis de Caullery, peignent des scènes de cour, souvent avec de petites figures et une grande attention portée aux décors architecturaux à l'intérieur ou à l'extérieur de somptueux palais. Simon de Vos (1603–1676) peint des scènes plus petites, plus proches du style hollandais.
La tradition des scènes paysannes de Bruegel est perpétuée par ses fils Jan Brueghel l'Ancien et Pieter Brueghel le Jeune, qui peignent principalement des festivités de type kermesse avec un grand nombre de personnages, le plus souvent en plein air. Les petits groupes d'intérieurs sont créés par le naturaliste Adriaen Brouwer, qui est flamand mais qui travaille et vend également à Haarlem, dans les Provinces-Unies, où il influence grandement Adriaen van Ostade, le principal peintre hollandais de paysans. Les scènes sordides de Brouwer manquent de gaieté, mais van Ostade adoucit et sentimentalise son style,
David Teniers l'Ancien, son fils David Teniers le Jeune ainsi que d'autres membres de la famille réalisent de nombreuses scènes paysannes dans leur production vaste et variée. La plupart des œuvres de tous ces peintres se situent en dehors des limites typiques de la « joyeuse compagnie », en termes de nombre de personnages ou de leur classe, mais beaucoup s'y situent ; une génération ultérieure de peintres flamands de scènes paysannes existe également. Rubens, qui possède 17 tableaux d'Adriaen Brouwer, peint quelques kermesses et autres scènes paysannes qui connaissent un grand succès, malgré leur style très héroïque. Il peint également quelques grandes scènes de cour, dont son Jardin d'Amour (musée du Prado, 1634-1635) annonçant le genre des fêtes galantes françaises du siècle suivant.
Outre Jordaens et Rubens, les peintres flamands de scènes de société monumentales incluent Theodore Rombouts (1597–1637), qui réalise plusieurs grands tableaux de joueurs de cartes, Cornelis de Vos et Jan Cossiers.